# José Luis Suárez
José Luis Suárez (* in Orizaba, Veracruz), auch bekannt unter dem Spitznamen La Zorra bzw. La Zorrita (dt. das Füchslein), ist ein ehemaliger mexikanischer Fußballspieler, der im Mittelfeld bzw. im Angriff agierte. Seinen Spitznamen erhielt er aufgrund der Art und Weise, wie er sich den gegnerischen Spielern zu entziehen pflegte.

## Leben
Suárez ging aus dem Nachwuchsbereich des 1961 in seiner Heimatstadt gegründeten CSD Once Hermanos hervor.
Seine aktive Laufbahn begann Suárez beim in der Tercera División spielenden Orizaba FC. In der Saison 1971/72 trug er mit seinen insgesamt 17 Toren, die er in den 16 Punktspielen erzielte, maßgeblich dazu bei, dass sein Heimatverein die Meisterschaft der seinerzeit noch drittklassigen Liga gewann und zur Saison 1972/73 in die Segunda División zurückkehrte.
Später wechselte er zur in der Nachbarstadt Córdoba beheimateten Mannschaft der Universidad Veracruzana Córdoba (UVC). Diese spielte in der Segunda División, die damals noch den Stellenwert einer zweiten Liga innehatte. Im Team der UVC schaffte er auch den Durchbruch und wurde Torschützenkönig der Segunda División, womit er die Aufmerksamkeit des Erstligisten Deportivo Neza auf sich zog, der ihn vor der Saison 1978/79 verpflichtete. Für diesen Verein gab er am 8. Oktober 1978 sein Debüt in der mexikanischen Primera División. In der im Estadio Neza 86 ausgetragenen Begegnung mit Deportivo Toluca (0:0) kam er gleich über die volle Distanz von neunzig Minuten zum Einsatz.
Vor der Saison 1979/80 wurde er von den Tecos de la UAG verpflichtet, für die er am 9. Februar 1980 in einem im Estadio Tres de Marzo ausgetragenen Spiel gegen die Tigres de la UANL (1:1) seinen einzigen Treffer in der höchsten mexikanischen Spielklasse erzielte. Suárez war in der 58. Minute für Mario Montante eingewechselt worden, als seine Mannschaft in Rückstand lag. Fünf Minuten vor Spielende gelang ihm der Ausgleich.
Seine letzte Erstliga-Saison 1980/81 bestritt er im Dress der Atletas Campesinos.

## Erfolge
- Meister der Tercera División: 1971/72